# Kanop (zvezda)
Kanop je najsvetlejša zvezda v južnem ozvezdju Gredlja. Nahaja se blizu zahodnega roba ozvezdja okoli 310 svetlobnih let od Sonca. Zvezdino lastno ime najverjetneje izvira iz mitološkega Kanopa, ki je bil navigator za Menelaja, kralja Šparte. Kanop ima tudi Bayerjevo poimenovanje α Gredlja, ki je latinizirano v Alfa Gredlja, okrajšano pa v Alfa Car ali α Car. Za Sirijem je to druga najsvetlejša zvezda na nočnem nebu. Njegova navidezna magnituda je −0,74, absolutna magnituda pa −5,71.

Kanop je starajoča se svetla orjakinja spektralnega tipa A9 ali F0, torej je s prostim očesom dokaj bela. Kanop v svoji skorji trka helij in je trenutno v tako imenovani modri zanki svoje evolucije, saj je po porabi vodika že šel iz veje rdečih orjakinj. Kanop ima osem mas Sonca, razširjen pa je na 71 Sončevih polmerov. Pri površinski temperaturi okoli 7.000 K iz svoje povečane fotosfere seva čez 10.000 Sončevih izsevnosti. Kanop je vir rentgenskih žarkov, ki jih najverjetneje seva iz svoje korone.